# Boris Piotrovski
Boris Borisovici Piotrovski (în rusă Бори́с Бори́сович Пиотро́вский; scris și Piotrovskii; n. 1/14 februarie 1908, Sankt Petersburg, Imperiul Rus – d. 15 octombrie 1990, Leningrad, RSFS Rusă, URSS) a fost un istoric, arheolog și orientalist rus sovietic, care a studiat civilizațiile antice din Urartu, Sciția și Nubia. El este cel mai bine cunoscut ca o figură cheie în studiul civilizației urartiene din sudul Caucazului.  Din 1964 și până la moartea sa, Piotrovski a fost, de asemenea, director al Muzeului Ermitaj din Leningrad (azi Saint Petersburg).

## Biografie
Piotrovski s-a născut la Sankt Petersburg în 1908. El s-a specializat în istoria și arheologia regiunii Caucazului și începând din anii 1930 a devenit tot mai interesat de civilizația urartiană. El a fost conducătorul cercetărilor arheologice din 1939 în cursul cărora a fost descoperită cetatea urartiană Teishebaini din Armenia (cunoscută în armeană ca Karmir Blur sau Dealul Roșu). Artefactele găsite acolo au fost esențiale în înțelegerea civilizației urartiene. Piotrovski a condus apoi alte săpături arheologice pe teritoriul Armeniei în vechile așezări Tsovinar, Redkig-lager, Kirovakan (azi Vanadzor) și Aygevan până în 1971.
Acestea nu au fost, cu toate acestea, singurele contribuții ale lui Piotrovski în domeniul arheologiei. Piotrovski a efectuat cercetări și în altă parte a Caucazului, în special cu privire la cultura scitică. În anul 1961 a fost numit în fruntea unei expediții a Academiei de Științe a URSS care a cercetat monumentele nubiene din Egipt. El a deținut, de asemenea, timp de 26 de ani funcția de director al Muzeului Ermitaj, succedându-i apoi, după moartea sa, fiul său, Mihail. Muzeul Ermitaj organizează anual o conferință în cinstea sa. Boris Piotrovski a murit din cauza unei hemoragii cerebrale la Leningrad în 1990, la vârsta de 82 de ani.
A fost căsătorit cu arheologa și epigrafista armeană Hripsime Djanpoladjian.

## Lucrări
În timpul vieții sale, el a publicat peste 200 de lucrări științifice în domeniile arheologiei, istoriei și artei. Una dintre cele mai importante lucrări ale lui Piotrovski este Istoria Regatului Urartu și cultura sa, publicată în 1944 și distinsă cu  Premiul de Stat al URSS în 1946. Alte lucrări notabile ale sale sunt:
- Urartu: Regatul Van și arta sa (1967)
- Civilizația antică din Urartu (1969)
- Ermitaj: istoria și colecțiile sale (1982)

## Premii și onoruri
- Erou al Muncii Socialiste (1983)[9]
- trei ordine Lenin
- Ordinul Revoluției din Octombrie

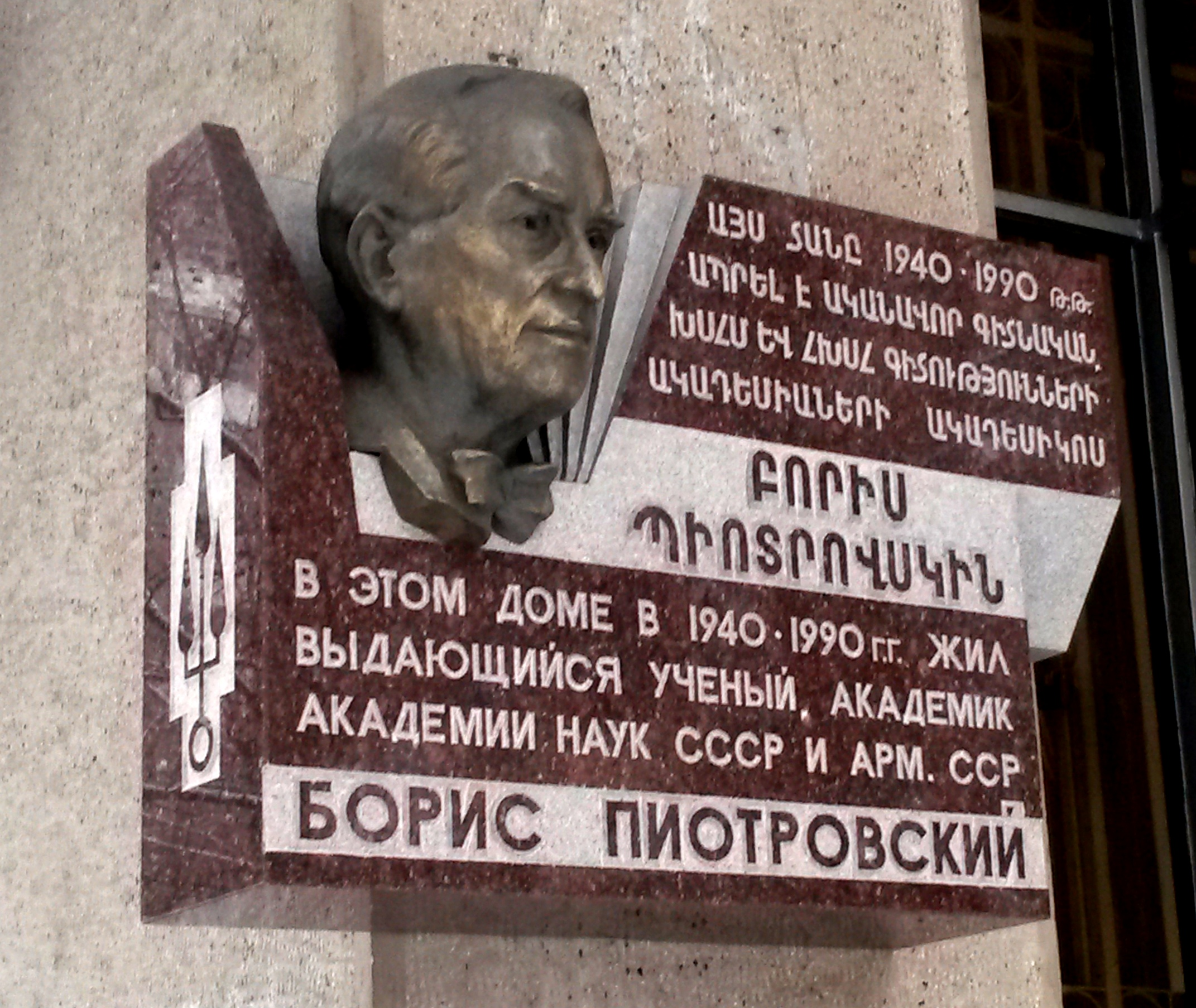
Placă în memoria lui Boris Piotrovski pe strada Zakian nr. 2, Erevan

- trei ordine Steagul Roșu al Muncii
- Medalia „Pentru apărarea Leningradului”
- Medalia „Pentru activitatea curajoasă din timpul Marelui Război pentru Apărarea Patriei din 1941-1945”
- Medalia „250 de ani de la înființarea orașului Leningrad”
- Medalia jubiliară „Douăzeci de ani de la victoria în Marele Război pentru Apărarea Patriei din 1941-1945"
- Medalia jubiliară „Treizeci de ani de la victoria în Marele Război pentru Apărarea Patriei din 1941-1945”
- Medalia jubiliară „Patruzeci de ani de la victoria în Marele Război pentru Apărarea Patriei din 1941-1945”
- Comandor al Ordre des Arts et des Lettres (Franța)